# Boca de Rivera
Boca de Rivera är en ort i Mexiko.   Den ligger i kommunen Villanueva och delstaten Zacatecas, i den centrala delen av landet, 500 km nordväst om huvudstaden Mexico City. Boca de Rivera ligger 2 099 meter över havet och antalet invånare är 424.
Terrängen runt Boca de Rivera är kuperad åt nordväst, men åt sydost är den platt. Runt Boca de Rivera är det glesbefolkat, med 12 invånare per kvadratkilometer. Närmaste större samhälle är Jerez de García Salinas, 18,5 km nordväst om Boca de Rivera. Trakten runt Boca de Rivera består i huvudsak av gräsmarker.